# Leszek Cieciura
Leszek Cieciura (ur. 12 listopada 1925 w Chrzanowie, zm. 3 października 2009 w Łodzi) – polski lekarz, profesor doktor habilitowany nauk medycznych, pułkownik Wojska Polskiego, kierownik Katedry Histologii i Embriologii Wojskowej Akademii Medycznej, doktor honoris causa WAM.

## Życiorys
W czasie okupacji niemieckiej pracował w systemie trzyzmianowym w miejscowej Fabryce Lokomotyw „FABLOK”, oraz uczył się. W 1945 roku rozpoczął studia na Wydziale Lekarskim Uniwersytetu Jagiellońskiego. W grudniu 1948 roku został wcielony do ludowego Wojska Polskiego, do Kompanii Akademickiej przy Akademii Medycznej w Krakowie. Studia ukończył w 1951 roku w Akademii Medycznej im. Mikołaja Kopernika w Krakowie (w 1949 r. nastąpiło wyłączenie Wydziału Lekarskiego ze struktury UJ) i rozpoczął służbę lekarza wojskowego Gorzowie Wielkopolskim i Krośnie Odrzańskim. Specjalizował się w zakresie położnictwa i ginekologii. W roku 1956, ze stanowiska szefa służby zdrowia dywizji w Krośnie Odrzańskim został służbowo przeniesiony do Łodzi, gdzie w Wojskowym Centrum Wyszkolenia Medycznego objął stanowisko wykładowcy interny. Wraz z powołaniem Wojskowej Akademii Medycznej w 1958 roku, został starszym asystentem w Katedrze Histologii i Embriologii. W roku 1959 obronił pracę doktorską (pierwszy doktorat nadany przez Radę Wydziału Lekarskiego WAM) pod tytułem Badania cytologiczne łożyska ludzkiego w różnych okresach rozwoju.   Jako jeden z pierwszych otrzymał w 1964 stopień doktora habilitowanego nadany przez Radę Wydziału Lekarskiego WAM.  W roku 1972 został profesorem nadzwyczajnym, a w 1979 profesorem zwyczajnym.
W roku akademickim 1964/1965 został powołany na stanowisko kierownika Katedry Histologii i Embriologii, którą kierował przez 27 lat. W okresie 1970–1974 był szefem Zespołu Katedr Teoretycznych, a w latach 1973–1974 pełnił funkcję prorektora WAM ds. nauki. Był członkiem Komitetu Patofizjologii Komórki (1968–1996), Komitetu Cytobiologii  (1980–1996), Komitetu Nauk Podstawowych (1984–1990) oraz Komitetu Biologii i Medycyny Kosmicznej (1976–1986) Polskiej Akademii Nauk. Przez kilka kadencji kierował Komisją Mikroskopii Elektronowej PAN (1988–1996). W 1961 był jednym z założycieli Polskiego Towarzystwa Histochemików i Cytochemików (PTHC). Wchodził w skład komitetów redakcyjnych wielu czasopism naukowych. Członek Rady Redakcyjnej kwartalnika „Postępy biologii komórki”, Członek Editorial Advisory Board „Folia Morphologica”. Przez 33 lata był członkiem Rady Wydziału Lekarskiego Wojskowej Akademii Medycznej. 9 lipca 1991 zakończył zawodową służbę wojskową i przeszedł w stan spoczynku.
Pionier badań w zakresie mikroskopii elektronowej, jeden z prekursorów wykorzystania mikroskopu elektronowego w badaniach histologicznych i embriologicznych w Polsce. Opublikował około 140 prac, z których ponad połowa ukazała się w językach obcych. Był autorem rozdziałów w podręczniku Topochemiczne metody badań komórek i tkanek, skryptu Nowe metody badań cytogenetycznych, oraz redaktorem podręcznika Techniki stosowane w mikroskopii elektronowej (PWN, Warszawa, 1989). Pod jego bezpośrednim kierownictwem wykonanych zostało w katedrze 7 prac magisterskich, 14 doktoratów oraz 4 prace habilitacyjne.  
Pochowany na cmentarzu Doły w Łodzi. Ujęty w Pomniku Łodzian Przełomu Tysiącleci (nawierzchnia ulicy Piotrkowskiej, kostki o numerach 3952 – 3958).

## Odznaczenia i wyróżnienia
- Krzyż Oficerski Orderu Odrodzenia Polski
- Krzyż Kawalerski Orderu Odrodzenia Polski
- Złoty Krzyż Zasługi
- Złoty Medal Za zasługi dla obronności kraju
- Medal Komisji Edukacji Narodowej
- Odznaka „Za wzorową pracę w służbie zdrowia”
- Honorowa Odznaka m. Łodzi
- Doktor honoris causa Wojskowej Akademii Medycznej (2001)
- nagroda  im. A. Cieszyńskiego Polskiego Towarzystwa Stomatologicznego (dwukrotnie)

## Źródła
- Hieronim Bartel Płk w st. sp. prof. dr hab. med. dr h. c. Leszek Cieciura - wspomnienie /w/ Katedry Histologii i Embriologii UM Skalpel, nr 2010/02 (marzec-kwiecień)
- Biogram prof. dr hab. L. Cieciury